# Negundovac
Negundovac (perastolistni javor, američki javor, pajavac, javor perasti, jasenoliki javor, lat. Acer negundo) listopadno je stablo iz porodice sapindovki, rod javora. Prirodno stanište mu je Sjeverna Amerika, a kao parkovno drvo unesen je u Europu još u 17. stoljeću(1688. Engleska, 1690. Nizozemska, 1699. Njemačka). Kod nas se sadi od kraja 19. stoljeća, a vremenom se dosta raširio tako da ga u našim krajevima možemo smatrati invazivnom, alohtonom vrstom. Invazivnom ga vrstom smatraju i u Njemačkoj, Češkoj, Poljskoj, te Rusiji.
Hidatsa Indijanci koji ovo drvo nazivaju miteatadike (mitétadiki, mitótadiki), od njegove kore izrađivali su košare.

## Uzgojni varijeteti
U svijetu se uzgaja velik broj varijeteta negundo javora:
- 'Auratum': Sorta djelomično žutih listovaD
- 'Aureo-Variegatum': Također   sorta žuto zelenih listova
- 'Flamingo': Listovi bijelo ružičast zeleni
- 'Odessanum': Ruska sorta,listovi zlatno žuti
- 'Variegatum': Listovi bijelog ruba,sorta nastala 1852 u Francuskoj
- var. californicum 'Violaceum': tamno zeleni listovi,peteljka lista crvena

## Zanimljivosti
Najstariji puhački glazbeni instrumenti pronađeni u Sjevernoj Americi, tkz. Anasazi flaute, datirane u doba oko 620 - 670 godine, bile su izrađene od drveta negundo javora.
Po ruskim izvorima pelud negunda jak je alergen.

## Jestivost
Iz soka negunda dobivenog bušenjem stabla (u proljeće prije izbijanja listova )se može dobiti slatki sirup ili šećer.Sasvim mladi listovi i unutarnja kora ,te kuhane sjemenke jestivi su.

## Podvrste
- Acer negundo subsp. negundo
- Acer negundo var. arizonicum Sarg.
- Acer negundo var. californicum (Torr. & Gray) Sarg.
- Acer negundo var. interior (Britt.) Sarg.
- Acer negundo var. mexicanum (DC.) Kuntze
- Acer negundo var. texanum Pax
- Acer negundo var. violaceum (G. Kirchn.) H. Jäger

## Sinonimi
- Acer californicum var. texanum Pax
- Acer fauriei H.Lév. & Vaniot
- Acer fraxinifolium Nutt.
- Acer fraxinifolium Raf.
- Acer lobatum Raf.
- Acer negundo f. angustifolium Schwer.
- Acer negundo f. angustissimum Pax
- Acer negundo f. argenteolimbatum Schwer.
- Acer negundo f. argenteomarginatum Schwer.
- Acer negundo f. argenteonotatum Schwer.
- Acer negundo f. argenteovariegatum Schwer.
- Acer negundo f. auratum Schwer.
- Acer negundo f. aureolimbatum Schwer.
- Acer negundo f. aureomaculatum Schwer.
- Acer negundo f. aureomarginatum Schwer.
- Acer negundo f. aureonotatum Schwer.
- Acer negundo var. aureovariegatum Wesm.
- Acer negundo f. aureovariegatum (Wesm.) Schwer.
- Acer negundo f. bicolor Pax
- Acer negundo subsp. boreale A.E.Murray
- Acer negundo f. chrysophyllum Schwer.
- Acer negundo f. crispum Schwer.
- Acer negundo f. discolor Schwer.
- Acer negundo f. flamingo Geerinck
- Acer negundo f. fructurubro A.E.Murray
- Acer negundo f. giganteum Schwer.
- Acer negundo f. glabrescens A.E.Murray
- Acer negundo f. guttatum Schwer.
- Acer negundo f. heterophyllum Schwer.
- Acer negundo f. insigne Schwer.
- Acer negundo f. lanceolatum A.E.Murray
- Acer negundo var. latifolium Pax
- Acer negundo subsp. latifolium (Pax) Schwer.
- Acer negundo f. latifolium Sarg.
- Acer negundo f. loeveorum B.Boivin
- Acer negundo f. luteopictum Schwer.
- Acer negundo f. lutescens Schwer.
- Acer negundo f. nanum Schwer.
- Acer negundo var. negundo
- Acer negundo f. negundo
- Acer negundo f. petiolatum Schwer.
- Acer negundo var. poseudocalifornicum Schwer.
- Acer negundo f. pruinosum Schwer.
- Acer negundo f. quinatum Schwer.
- Acer negundo f. rubescens Schwer.
- Acer negundo var. rubifolium Pax & Schwer.
- Acer negundo f. sanguineum L.Martin
- Acer negundo var. texanum Pax
- Acer negundo var. trifoliatum Kuntze
- Acer negundo var. variegatum Jacques
- Acer negundo f. variegatum (Jacques) Geerinck
- Acer negundo f. versicolor Schwer.
- Acer negundo var. violaceum (Booth ex Loudon) G.Kirchn.
- Acer negundo f. violaceum (Booth ex G.Kirchn.) F.Seym.
- Acer negundo f. wesmaelianum Geerinck
- Acer nuttallii (Nieuwl.) Lyon
- Acer trifoliatum Raf.
- Acer violaceum (Booth ex G.Kirchn.) Simonk.
- Negundo aceroides var. violaceum G. Kirchn.
- Negundo aceroides subsp. violaceus (Booth ex G. Kirchn.) W.A. Weber
- Negundo fraxinifolium var. crispum Loudon
- Negundo fraxinifolium var. violaceum Booth ex Loudon
- Negundo negundo (L.) H.Karst.
- Negundo texanum (Pax) Rydb.
- Rulac negundo (L.) Hitchc.

## Vanjske poveznice
- Plants For A Future